# Mob Rule
Mob Rule ist ein Computerspiel aus dem Jahr 1999, welches als Nachfolger von Constructor entwickelt wurde. Es ist auch unter den Namen Street Wars: Constructor Underworld und Constructor: Street Wars bekannt.

## Spielweise
In dem Spiel kontrolliert der Spieler eine Baufirma. Auf einer isometrischen Karte können Gebäude errichtet werden. Einnahmen erzielt der Spieler vor allem mit den Mieten, welche er aus den Gebäuden generieren kann. Dabei ist der Spieler in der Rolle eines Mobsters.
Die Gebäude werden mit Teams aus Polieren und Arbeitern gebaut. Die nötigen Materialien (Holz, Beton, Ziegel oder Stahl) müssen vorher in den entsprechenden Produktionsstätten hergestellt werden. Wichtig ist, dass die Gebäude immer mit den ihnen entsprechenden Mietern besetzt werden und nicht verwahrlosen.
Der Spieler kann nicht nach seinem Gutdünken ein Imperium errichten, sondern er muss die detaillierten Befehle, die er vom Don, seinem Bandenchef erhält, mit Hilfe von Gangstern erfolgreich ausführen, um nach und nach aufzusteigen. Dabei kommt es zu Auseinandersetzungen mit gegnerischen Gangstern. Hinsichtlich dieser Aktivitäten ähnelt Mob Rule dem Spiel Gangsters: Organisiertes Verbrechen (1998), mit dem es in den Kritiken wiederholt verglichen wurde.